# William L. Marcy
William Learned Marcy foi um político, advogado e juiz americano, que serviu como senador e governador do Estado de Nova Iorque, além de Secretário de Estado e Secretário da Guerra norte-americano.